# Alexandru Vlahuță
Alexandru Vlahuță (Pleșești, 5 settembre 1858 – Bucarest, 19 novembre 1919) è stato uno scrittore romeno.

## Biografia
Figlio di un piccolo proprietario terriero, frequentò le scuole superiori a Bârlad e si iscrisse alla Facoltà di Giurisprudenza all'Università di Bucarest, ma dopo un anno dovette abbandonarla a causa della precaria condizione economica.
Iniziò quindi a lavorare prima come istitutore e poi come insegnante a Târgoviște, per svolgere quindi la propria attività di insegnante in diversi istituti scolastici di Bucarest tra il 1884 ed il 1893 e per essere infine nominato ispettore scolastico per i distretti di Prahova e di Buzău.
Vlahuță collaborò con George Coșbuc alla realizzazione ed edizione delle riviste Vieața (1893-1896) e Sămănătorul (1901).
Durante la prima guerra mondiale abitò prima a Iași e poi a Bârlad; in questo periodo diversi giovani scrittori, tra cui Vasile Voiculescu, che gli chiedevano consigli e di visionare le loro opere.
Vlahuţă morì a Bucarest e la casa dove abitò ospita oggi un museo a lui dedicato.

## Opere
- Romania pitoreasca - Bucarest - Cartea Romanesca - 1939
- Versuri și proza - Bucarest - Albatros - 1971
- În viitoare - Bucarest - Tineretului - 1960
- Dan - Bucarest - Tineretului - 1960
- Pictorul N. I. Grigorescu: viață și opera lui - Craiova - Scrisul Romanesc - 1939
- Poezii - Bucarest - Editura pentru literatura - 1968
- Schite și Nuvele - Bucarest - Tineretului - 1953
- De-a baba oarba - Bucarest - Tineretului - 1965